# Tadeusz Błociszewski
Tadeusz Błociszewski herbu Ostoja (ur. ok. 1721, zm. 8 kwietnia 1807 w Kaskach) – generał major wojsk koronnych, poseł na Sejm Czteroletni.

## Życiorys
Urodził się ok. 1721 roku w szlacheckiej rodzinie Franciszka Błociszewskiego i Wiktorii z domu Drzewickiej herbu Ciołek. Po śmierci matki w 1753, odziedziczył po niej dobra Witów i Konarzewo w województwie łęczyckim. Zamieszkał w Witowie. 
W służbie wojskowej przeszedł przez następujące stopnie. W 1758 roku był podpułkownikiem wojsk Wielkiego Księstwa Litewskiego. W 1760 roku był podpułkownikiem wojsk koronnych. W 1761 roku był generałem adiutantem buławy wielkiej Wielkiego Księstwa Litewskiego. W latach 1766–1790 był generałem majorem wojsk koronnych Stanisława Augusta.
Został kawalerem Orderu św. Stanisława w 1790 r.. Był posłem województwa łęczyckiego na Sejm Czteroletni w 1790 roku. Protestował przeciwko konstytucji 3 maja.
W aktach Sejmu Czteroletniego zachowały się jego wypowiedzi z 15 lutego 1791 roku przeciwko wyborowi wojskowych na posłów do sejmu oraz z 17 lutego 1791 roku w sprawie ustawy o sejmikach.